# Lucy Tamlyn
 (février 2023).
Lucy Tamlyn née en 1955 est une diplomate américaine qui a été chargée d’affaires au Soudan après avoir été nommée par le secrétaire Antony Blinken en janvier 2022. Elle a auparavant été ambassadrice des États-Unis au Bénin de 2015 à 2018 et ambassadrice des États-Unis en République centrafricaine de 2019 à 2022. En juin 2022, le président Joe Biden a nommé Tamlyn au poste d’ambassadrice des États-Unis en République démocratique du Congo.

## Jeunesse et éducation
Tamlyn est originaire de la ville de New York. Son père, Thomas Tamlyn, était un cardiologue qui a servi en 1969 sur le SS Hope (en), un navire qui apportait un soutien médical aux régions mal desservies. Sa mère, Ann Donaldson Tamlyn, a ensuite brigué sans succès un siège à la Chambre des représentants des États-Unis.
Tamlyn a obtenu un Bachelor of Arts au St. John's College (en) en 1978. Tamlyn a ensuite obtenu un Master of Arts à la School of International Affairs (en) de l'Université de Columbia en 1980.

## Carrière
Tamlyn a rejoint le service extérieur des États-Unis en 1982. Au début de sa carrière, elle a été affectée en Autriche, en Colombie, au Mozambique et, au niveau national, à Washington DC et à New York City NY. Elle a été responsable politique au Brésil et a représenté les États-Unis auprès de l'Organisation pour l'alimentation et l'agriculture à Rome. De 2005 à 2008, Tamlyn a occupé le poste de chef de mission adjoint à l'ambassade des États-Unis à N'Djamena, au Tchad. Elle est ensuite devenue chef d'équipe de reconstruction provinciale à Erbil, en Irak, de 2008 à 2009. Après l'Irak, elle a servi à Paris, en France, en tant que conseillère économique à la mission des États-Unis auprès de l'Organisation de coopération et de développement économiques, et à Lisbonne, au Portugal, en tant que chef de mission adjoint à l'ambassade des États-Unis dans cette ville. De 2013 à 2015, Tamlyn a travaillé à Washington, DC, en tant que directrice du bureau de l'envoyé spécial pour le Soudan et le Soudan du Sud.

### Ambassadrice au Bénin
Le 24 mars 2015, le président Barack Obama a nommé Tamlyn au poste de prochain ambassadeur des États-Unis en République du Bénin. Des auditions ont eu lieu sur sa nomination par la commission des relations étrangères du Sénat le 30 juillet 2015. Le comité a rapporté favorablement la nomination au plancher du Sénat le 1er octobre 2015. Elle a été confirmée par le Sénat le 8 octobre 2015 par un vote à voix haute. Son mandat a débuté le 13 octobre 2015 et elle a présenté ses lettres de créance le 8 novembre 2015. Elle a quitté son poste d'ambassadrice au Bénin en octobre 2018.

### Ambassadrice en République centrafricaine
Le 27 juillet 2018, le président Donald Trump a nommé Tamlyn pour être la prochaine ambassadrice des États-Unis en République centrafricaine. Des auditions sur sa nomination ont été organisées par le comité des relations étrangères du Sénat le 26 septembre 2018. Le comité a rapporté favorablement la nomination le 28 novembre 2018. Elle a été confirmée par le Sénat par un vote vocal (en) le 2 janvier 2019, et a prêté serment le 11 janvier 2019. Tamlyn a présenté ses lettres de créance au président Faustin-Archange Touadéra le 6 février 2019.

### Chargé d'affaires au Soudan
Tamlyn a été nommée chargée d'affaires ad interim au Soudan le 17 janvier 2022. Elle est arrivée à Khartoum le 3 février 2022 et est repartie le 11 août 2022.

### Ambassadrice en RDC
Le 22 juin 2022, le président Joe Biden a nommé Tamlyn au poste d'ambassadrice des États-Unis en République démocratique du Congo,. Des auditions sur sa nomination ont eu lieu devant la commission des affaires étrangères du Sénat le 3 août 2022. La commission a rapporté favorablement sa nomination au Sénat le 7 décembre 2022. Le 20 décembre 2022, sa nomination a été confirmée par le Sénat par un vote à voix haute.
Tamlyn a officiellement prêté serment en tant qu'ambassadrice en République démocratique du Congo le 28 décembre 2022. Elle est arrivée à Kinshasa le 26 janvier 2023.

## Prix et reconnaissances
Tamlyn a remporté d'importantes récompenses du département d'État, notamment le Secretary's Award for Expeditionary Service.

## Vie privée
Tamlyn est mariée à l'écrivain de voyage et photographe Jorge M. Serpa du Portugal. Ils ont deux enfants. Elle parle français et portugais.